# Ryżniak namorzynowy
Ryżniak namorzynowy, ryżniak antylski (Oryzomys gorgasi) – gatunek ssaka z podrodziny bawełniaków (Sigmodontinae) w obrębie rodziny chomikowatych (Cricetidae).

## Zasięg występowania
Ryżniak namorzynowy znany jest tylko z dwóch stanowisk w transandyjskiej północnej Ameryce Południowej, po jednym w przybrzeżnej północno-zachodniej Kolumbii i północno-zachodniej Wenezueli; istnieje duże prawdopodobieństwo, że można go znaleźć na innych obszarach przybrzeżnych pomiędzy tymi dwoma miejscami.

## Taksonomia
Gatunek po raz pierwszy zgodnie z zasadami nazewnictwa binominalnego opisał w 1971 roku amerykański zoolog Philip Hershkovitz nadając mu nazwę Oryzomys gorgasi. Holotyp pochodził z Loma Teguerre (07°54’N, 77°W), w departamencie Antioquia, w północno-zachodniej Kolumbii. 
O. gorgasi obejmuje takson curasoae, szczątki subfosylne z szelfu kontynentalnego wyspy Curaçao u północnych wybrzeży Wenezueli. Autorzy Illustrated Checklist of the Mammals of the World uznają ten takson za gatunek monotypowy.

### Etymologia
- Oryzomys: gr. ορυζα oruza „ryż”; μυς mus, μυος muos „mysz”[8].
- gorgasi: gen. William Crawford Gorgas (1854–1920), lekarz i naczelny chirurg United States Army, epidemiolog[9].

## Morfologia
Długość ciała (bez ogona) 94–152 mm, długość ogona 116–138 mm, długość ucha 15–17 mm, długość tylnej stopy 30–32 mm; brak danych dotyczących masy ciała. 

## Ekologia
Jego siedliskiem są lasy namorzynowe, słone bagna i słodkowodne łęgi.
Są wszystkożerne.

## Status
Międzynarodowa Unia Ochrony Przyrody (IUCN) uznaje ryżniaka namorzynowego za gatunek zagrożony (EN – Endangered). Głównym zagrożeniem jest konkurencja ze strony szczura śniadego.